# Искрицкий, Михаил Андреевич
Михаи́л Андре́евич Искрицкий (18 июня 1873 — 10 марта 1931) — русский общественный деятель и политик, член Государственной думы II и III созывов от Черниговской губернии, товарищ секретаря III Думы.

## Биография
Православный. Из потомственных дворян Черниговской губернии. Сын статского советника Андрея Федоровича Искрицкого (1841—1898) и Зинаиды Сергеевны урождённой Долгово-Сабуровой (1848—1937). Землевладелец Черниговской и Орловской губерний (3000 десятин), владелец усадьбы в Сураже.
По окончании Императорского училища правоведения в 1895 году, поступил на службу по министерству юстиции в округ Виленской судебной палаты, где занимал должности секретаря окружного суда и судебного следователя.
В 1898 году поселился в родовом имении и посвятил себя ведению хозяйства и общественной деятельности. Избирался Суражским уездным предводителем дворянства (1898—1917) и почетным мировым судьей Суражского уезда (с 1898). В 1907 году был делегатом Черниговского земства на общеземском съезде 1907 года. Имел чин действительного статского советника (1914).
В феврале 1907 года был избран членом II Государственной думы от Черниговской губернии. Входил в группу мирного обновления, состоял членом комиссий по составлению Наказа, о свободе совести. В октябре того же года был избран в Государственную думу III созыва. Входил во фракцию октябристов, был товарищем секретаря Думы. Состоял членом комиссий по местному самоуправлению, а также докладчиком земельной комиссии и секретарем комиссии по Наказу.
В 1919 году эмигрировал во Францию. В 1920 году выступал с докладом на совещании бывших членов Государственной думы в Париже, через год проводил собрание временного бюро Русского парламентского комитета. Был избран первым председателем Русского эмигрантского комитета, состоял особым уполномоченным Российского общества Красного Креста и председателем РОКК в Марселе.
Скончался в 1931 году в Марселе.

## Семья

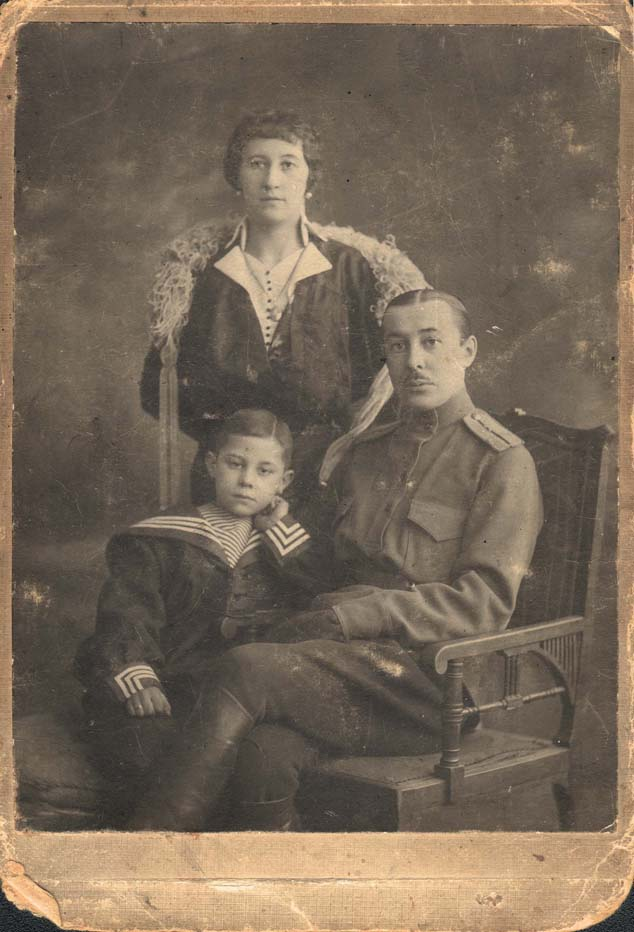
Сестра Зинаида с сыном и мужем, 1915

- Жена — княжна Анастасия Петровна Шаховская (1881—1968), дочь члена Государственной думы от Тульской губернии князя Петра Ивановича Шаховского[1].
- Сестра — Мария (3.05.1872—?), замужем за Владимиром Андреевичем Болотовым[2].
- Брат — Евгений (1874—1949), генерал-лейтенант[2].
- Сестра — Надежда (1.05.1876—27.06.1934), замужем первым браком за Владимиром Николаевичем Экстеном (1871—1904) и вторым браком за бароном Александром Эмилиевичем Нольде (1873—1919)[2].
- Сестра — Ольга (15.05.1877—?), замужем за Иваном Ивановичем Листовским[2].
- Сестра — Зинаида (26.05.1878, Чернигов, — 29.07.1947, Париж), первым браком (8.04.1901, СПб) за Иваном Петровичем Шаховским, братом Анастасии Шаховской и сыном П. И. Шаховского, разведены. 7 февраля 1910 года вышла вторично замуж за литератора Ивана Ивановича Тхоржевского (19.09.1878—11.03.1951)[1].
- Сестра — Александра (10.05.1880—1933), замужем за Борисом Эммануиловичем Нольде (1876—1948)[2].
- Сестра — Екатерина (13.09.1881—11.1.1893) — умерла ребёнком[2].
- Брат — Дмитрий (15.05.1884—8.03.1902)[2].

## Награды
- Орден Святого Станислава 2-й ст. (1902)
- Орден Святой Анны 2-й ст. (1905)
- Орден Святого Владимира 4-й ст. (1908)